# Los niños de Fairchild
Los niños de Fairchild son ocho hombres que dejaron el Laboratorio Shockley de Semiconductores para formar la compañía Fairchild Semiconductor en 1957. También se les conoce con el término despectivo los ocho traidores supuestamente usado por William Shockley, director del laboratorio Shockley, aunque no se conoce registro de esto y su esposa niega que sea cierto. Pero otros se refieren a ellos como los ocho de Fairchild o los niños justos en alusión a fair que significa justo en inglés.
Dejaron el laboratorio por sus desacuerdos con el estilo gerencial de William Shockley. Más específicamente, este quería que la investigación se hiciera a su manera en espera de un cierto resultado en lugar de permitir que el desarrollo de la investigación los guiara al resultado; ingenuamente, Shockley ambicionaba que las operaciones en el laboratorio se manejaran como si los investigadores fueran una analogía de los Caballeros de la Mesa Redonda siendo él quien representaría al Rey Arturo.
Los ocho investigadores fueron con Arnold Beckman y le pidieron que reemplazara a Shockley. Beckman intentó encontrar a un nuevo gerente y dejó a Shockley como director con poderes limitados. Mientras la búsqueda se extendía se volvió claro que Beckman no podría encontrar a un reemplazo, así que reintegró a Shockley en todas sus responsabilidades. Los ocho hombres renunciaron y firmaron un contrato de investigación con la Corporación Fairchild de cámaras e instrumentos para formar Fairchild Semiconductores.
Las ocho personas que forman este grupo son: 
- Julius Blank
- Victor Grinich
- Jean Hoerni
- Eugene Kleiner
- Jay Last
- Gordon E. Moore
- Robert Noyce
- Sheldon Roberts

También se aplica fairchildren a la pléyade de empresas formadas o participadas por miembros de Fairchild, tras abandonar la compañía. Entre otras, destacan las siguientes:
- Signetics-1961: David Allison, David James, Lionel Kattner, Mark Weissenstern y otros
- National Semiconductor-1967: Charles Sporck, Bob Wildar y otros. Natonal Semiconductor ya existía como compañía anteriormente, pero fuero estos "fichajes" los que le proporcionaron su preponderancia en los 70-80.
- Intel-1968: Robert Noyce, Gordon Moore y otros.
- AMD-1969: W.J.Sanders III y otros.
- Synertek-1973: Robert Schreiner y otros.
- Zilog-1974: Federico Faggin (tras pasar por Intel)
- LSI Logic-1980: Wilfred Corrigan.
- Linear Technology-1981: Robert Swanson, Robert Dobkin (Tras pasar por National Semiconductor)